# Tipula coulsoni
Tipula coulsoni är en tvåvingeart som beskrevs av Alexander 1966. Tipula coulsoni ingår i släktet Tipula och familjen storharkrankar. Inga underarter finns listade i Catalogue of Life.